# 颍东区
颍东区，隶属安徽省阜阳市，是国家重要的商品粮棉基地、皖西北重要的蔬菜供应基地和瘦肉型猪、黄牛、山羊、禽类生产基地。 地处黄淮海平原，南依颍河与颍州区和颍上县相望，北跨准新河与亳州市的利辛县接壤，东临乌江与颍上县和利辛县毗邻，西与颍泉区阜阳北站和伍明镇为界；属温带季风气候，全区总面积685平方公里，区人民政府驻河東街道北京東路216號。
颍东区有北照寺、玉皇庙、杜康烧酒遗址等景点。 夏代，颍河中上游皆归豫州；三国时期，颍河流域属魏；1965年，建置利辛县和阜城镇，今颍东区辖域；1996年撤销阜阳地区，设立地级阜阳市，同时撤销县级阜阳市，设立颍东、颍州、颍泉三个区。 2018年6月15日，颍东区入选第四批“全国法治县（市、区）创建活动先进单位”。

## 行政区划
颍东区下辖3个街道办事处、8个镇、1个乡：
河东街道、新华街道、向阳街道、口孜镇、插花镇、袁寨镇、枣庄镇、老庙镇、正午镇、杨楼孜镇、新乌江镇和冉庙乡。

## 人口
根据颍东区第七次全国人口普查结果，现将2020年11月1日零时全区人口的基本情况公布如下：全区常住人口为538187人。其中，男性人口为276342人，占51.35%；女性人口为261845人，占48.65%。常住人口性别比（以女性为100，男性对女性的比例）为105.54。